# Pay-to-fly
Pay-to-fly – praktyka polegająca na finansowaniu przez pilotów szkoleń liniowych oferowanych przez linie lotnicze.

## Opis
Zwykle jest to pilotowanie samolotu w ramach usługi komercyjnej z koniecznością zapłaty przez pilota określonej kwoty przewoźnikowi. 
Powodem uczestnictwa w tego rodzaju samodzielnie finansowanych szkoleniach liniowych jest chęć zdobycia przez mniej doświadczonych pilotów wymaganego doświadczenia np. umożliwiającego zdobycie stałego zatrudnienia lub szybsze uzyskanie kwalifikacji koniecznych do pracy na stanowisku kapitana samolotu. 